# IGG Inc.
Pour les articles homonymes, voir IGG.
 (mai 2021).
Si vous disposez d'ouvrages ou d'articles de référence ou si vous connaissez des sites web de qualité traitant du thème abordé ici, merci de compléter l'article en donnant les références utiles à sa vérifiabilité et en les liant à la section « Notes et références ».
IGG Inc. (I Got Games, également connu auparavant sous le nom d'Internet Gaming Gate) est un développeur et éditeur de jeux vidéo chinois. La société a été fondée en 2006 à Fuzhou (Fujian), en Chine. IGG a son siège à Singapour et possède des filiales en Chine, en Espagne, aux États-Unis, au Canada, au Japon, en Corée du Sud, au Belarus, en Thaïlande, aux Philippines et à Hong Kong.
IGG est surtout connu pour le développement de jeux mobiles tels que Lords Mobile et Castle Clash, et pour avoir auparavant publié divers jeux en ligne massivement multijoueurs en Amérique du Nord.

## Société
IGG se concentre principalement sur la recherche et le développement de jeux vidéo et de logiciels, mais ne se limite pas à ses autres fonctions commerciales telles que les opérations, les promotions de produits et le commerce électronique. Les jeux mobiles sont de loin les produits les plus importants d'IGG, qui comprennent Lords Mobile. Les MMORPG comprennent GodsWar Online (en), Voyage Century Online, Wonderland Online (en), Tales of Pirates (en), Myth War Online (en). IGG a également développé de multiples plateformes de streaming telles que Wegamers et Pocketlive.
Le 18 octobre 2013, IGG a été cotée à la Hong Kong Stock Exchange, suivie d'un transfert officiel le 7 juillet 2015, passant du conseil GEM (en) au conseil principal, avec le numéro d'action actuel de 799.HK.
En janvier 2016, IGG a été élue "société cotée au HKEx la plus prometteuse" lors de la 13e édition des China's Financial Annual Champion Awards. Dans la sélection du Top 50 Global Mobile Game Company tenue par Pocket Gamer, IGG s'est classée à la 17e place. En mai, elle a lancé le nouveau jeu Lords Mobile en Amérique du Nord, qui s'est classé dans le TOP 2 de la liste F2P américaine pour IOS.

## Modèle Free-to-play
Le modèle free-to-play, également appelé F2P ou FtP, désigne les jeux vidéo qui permettent aux joueurs d'accéder à une partie importante de leur contenu sans payer. Depuis la création de l'entreprise, les jeux d'IGG ont traditionnellement suivi un modèle freemium où les joueurs peuvent jouer gratuitement à un jeu entièrement fonctionnel, mais ont également la possibilité d'améliorer leur expérience de jeu grâce à une variété de microtransactions. Alors que les partisans de ce modèle soutiennent que les jeux F2P donnent aux joueurs une plus grande liberté financière quant à la quantité de jeu qu'ils souhaitent, les détracteurs du système affirment que le modèle F2P favorise injustement les joueurs qui dépensent plus pour chaque jeu, comme le montrent tous les jeux de ce type sur toutes les plateformes disponibles.

## Produits de jeux non mobiles
WeGamers est une application sociale lancée en juin 2016 pour aider les joueurs de jeux IGG à être plus connectés. Les joueurs peuvent utiliser cette appli comme un moyen de discuter des stratégies de jeu, d'appeler d'autres joueurs lorsqu'ils sont en combat, ou simplement de discuter comme toute autre appli sociale. Link Messenger est une application de messagerie lancée en décembre 2015. Contrairement à WeGamers, cette appli est similaire à d'autres applis de messagerie et n'est pas spécifiquement destinée à la communauté des joueurs.